# 취하는 로맨스
《취하는 로맨스》는 2024년 11월 4일부터 2024년 12월 10일까지 방송한 ENA 월화 드라마다.

## 기획 의도
감정을 숨기는 게 당연한 초열정 주류회사 영업왕 용주와 감정을 캐치하는 게 일상인 초민감 브루어리 대표 민주의 설렘 도수 끌올 로맨스

## 제작진

### 제작사
- 스튜디오S

### 제작
- 홍성창

### 극본
- 이정신

### 연출
- 박선호 : SBS 추석 특집 드라마 《나의 판타스틱한 장례식》(연출), SBS 수목 드라마 《수상한 파트너》(공동 연출), SBS 월화 드라마 《기름진 멜로》(연출), SBS 월화 드라마 《사내 맞선》(연출) 연출

## 등장 인물

### 주요 인물
- 김세정 (아역: 서은솔) : 채용주 역 - 열정 하나로 업계를 평정한 주류회사 레전드 영업왕, 찬휘의 친구.
- 이종원 : 윤민주 역 - 주류업계 판도를 뒤흔든 브루어리 대표이자 브루마스터
- 신도현 : 방아름 역 - 윤민주의 브루어리를 두고 채용주와 경쟁하는 파워 J 현주의 기획팀 과장
- 백성철 : 오찬휘 역 - 채용주의 절친이자 토스트 트럭을 몰고 전국을 떠도는 자유로운 영혼

### 주변 인물
- 류원우 : 강범 역

- 하민혁 : 심라오 역

- 전국향 : 조필남 역

- 이기영 : 윤창석 역

- 백현주 : 고숙자 역

- 박지아 : 심영자 역

- 장혁진 : 이이장 역

- 장원영 : 김 씨 (김순관) 역

- 서이연 : 쭈엔 역

- 김중희 : 염장군 역

### 그 외 인물

#### 윤민주 주변 인물
- 최정인 : 이나리 역

- 최자운 : 윤민호 역

#### 채용주 주변 인물
- 양기원 : 지점장 역

### 기타 인물
- 미상 : 도매업자 역

- 미상 : 기획팀 상무 역

- 미상 : 심라오의 아버지 역

- 미상 : 마케팅팀 상무 역

- 미상 : 방아름의 엄마 역

- 미상 : 사장 역

- 미상 : 백목주류 쪽 악덕 업체 역

### 특별 출연
- 이덕화 : 도매협회장 역 (1, 5 8회)

- 표예진 : 임주희 역 (8회)

- 이종혁 : 채경철 역 (8회)

- 고상호 : 맞선남 역 (8회)

## 시청률
최저 시청률과 최고 시청률은 시청률 조사회사와 지역별로 시청률에 차이가 있을 수 있습니다.
| 회차   | 방송일    | AGB 시청률     | AGB 시청률   |
| 회차   | 방송일    | 대한민국(전국) | 서울(수도권) |
| ------ | --------- | -------------- | ------------ |
| 제1회  | 11월 4일  | 1.876%         | 1.868%       |
| 제2회  | 11월 5일  | 2.025%         | 1.807%       |
| 제3회  | 11월 11일 | 1.815%         | 1.791%       |
| 제4회  | 11월 12일 | 2.145%         | 2.021%       |
| 제5회  | 11월 18일 | 1.484%         | 1.415%       |
| 제6회  | 11월 19일 | 1.947%         | 2.100%       |
| 제7회  | 11월 25일 | 1.890%         | 1.802%       |
| 제8회  | 11월 26일 | 1.799%         | 1.676%       |
| 제9회  | 12월 2일  | 1.826%         | 1.675%       |
| 제10회 | 12월 3일  | 1.678%         | 1.456%       |
| 제11회 | 12월 9일  | 1.648%         | 1.688%       |
| 제12회 | 12월 10일 | 1.774%         | 1.521%       |

## 참고 사항
- 캐스팅 기사 보도 당시 '주(酒)의 이름으로'라는 가제로 알려졌으나 캐스팅이 확정됨과 동시에 현재의 제목 '취하는 로맨스'로 확정되었다.
- 모래에도 꽃이 핀다 이후, 오랜만에 ENA 드라마를 넷플릭스에서도 다시 볼 수 있다.

## 같이 보기
- 대한민국의 텔레비전 드라마 목록 (ㅊ)
- 2024년 대한민국의 텔레비전 드라마 목록